# 黃添財
黃添財（1931年—）是一名臺灣自由車運動員，台北人，曾與陳柏宗、陳溪川、賴士雄共同獲得1958年亞洲運動會男子團體追逐賽銅牌。個人亦曾多次奪得全國自由車公路賽及爭先賽冠軍。